# Some Men (opera teatrale)
Some Men è un'opera teatrale del drammaturgo statunitense Terrence McNally, debuttata a Filadelfia nel 2006.

## Trama
La pièce racconta in una serie di vignette diverse relazioni omosessuali dagli anni 30 ai primi anni 2000. L'opera comincia nel 1975 in una sauna gay, dove il bibliotecario di una scuola dichiara i suoi sentimenti a un veterano della guerra del Vietnam. Da qui si diramano una serie di scene a tematica LGBT: in un locale nell'Harlem del 1932, a Stonewall durante la rivolta del 1969, in un ospedale del 1989 dove alcuni pazienti muoiono di AIDS, in una chat room e in un piano bar.

## Produzioni
La pièce debuttò al Philadelphia Theatre Company di Filadelfia il 12 maggio 2006 e rimase in cartellone fino all'11 giugno. Trip Cullman diresse la prima newyorchese della commedia, che rimase in scena dal 26 marzo al 22 aprile 2007, con un cast composto da Fred Weller, Don Amendolia, Kelly AuCoin, Romain Fruge, Michael McElroy, Pedro Pascal e Randy Redd. Some Men fu candidato al Drama Desk Award alla migliore opera teatrale.